# David Wilhelm Dunckel
David Wilhelm Dunckel, född 1793 i Berlin, död 1851, var en tyskfödd svensk präst och författare, gift 1821 – cirka 1840 med författaren och översättaren Dorothea Dunckel.
Dunckel prästvigdes 1818 och anställdes samma år som pastor vid holländsk-tyska kapellet i Stockholm samt utnämndes 1823 till kyrkoherde vid tyska församlingen i Göteborg och 1827 därjämte till hovpredikant. År 1823 blev han ledamot av Vetenskaps- och vitterhetssamhället i Göteborg. Dunckel utgav Kurzgefasste Geschichte der deutschen Gemeinde zu Gothenburg (omfattande tiden 1623–1773; 1849) och Predikningar med mera, samt översatte till tyska svenska kyrkohandboken (1825) och Sveriges anor av Bernhard von Beskow (1838) med mera. 